# Resident Evil: Apokalypsa
Resident Evil: Apokalypsa (v anglickém originále Resident Evil: Apocalypse) je americký akční hororový film z roku 2004, který natočil Alexander Witt podle scénáře Paula W.S. Andersona. Jedná se o druhý film série Resident Evil založené na stejnojmenné počítačové hře. Tentokrát je popisována zkáza města Raccoon City.

## Děj
Hlavními hrdinkami filmu jsou Alice, která jako jediná přežila řádění zombii v podzemní laboratoři Úl pod Raccoon city a Jill Valentine členka Speciální taktické a záchranné služby (S.T.A.R.S.) organizace Umbrella Corporation.
T-virus, který nakažené nebožáky proměňuje ve vraždící zombie, unikl z podzemní laboratoře a začal se šířit po Raccoon city. Umbrella Corporation uzavřela město a začíná evakuovat své důležité zaměstnance. U Alice se začínají projevovat zvláštní schopnosti způsobené její odolností vůči infekci T-virem právě včas, aby společně s Jill Valentine a dalšími přeživšími unikla z města plného zombií. Dříve než město zničí jaderná zbraň, která má zabránit rozšíření epidemie, ale hlavně smazat stopy po nevydařeném experimentu...

## Obsazení
| Milla Jovovich     | Alice              |
| Sienna Guillory    | Jill Valentine     |
| Thomas Kretschmann | Major Cain         |
| Sophie Vavasseur   | Angie Ashford      |
| Oded Fehr          | Carlos Olivera     |
| Jared Harris       | Dr. Ashford        |
| Mike Epps          | L.J.               |
| Matthew G. Taylor  | Nemesis            |
| Razaaq Adoti       | Peyton Wells       |
| Sandrine Holt      | Terri Morales      |
| Iain Glen          | Doktor Isaacs      |
| Zack Ward          | Nicholai Ginovaeff |